# CRUISE RECORD 1995-2000
『CRUISE RECORD 1995-2000』（クルーズ・レコード・1995-2000）は、globeの1枚目のベスト盤および5枚目のフルアルバムである。

## 解説
当初はglobeの完全な5枚目のオリジナルアルバムとして発表する予定がアナウンスされていた。
「BEST+NEW ALBUM」というコンセプトで制作されたアルバムである。タイトルの由来は、小室哲哉がその時使いたかった単語をそのまま反映させた。また、デビューからの軌跡をまとめた「航海日誌」という単語の直接の意味も込められている。
1999年5月25日、globeの全国ツアー「globe tour 1999 Relation」終演後に制作が発表された。当時、宇多田ヒカルのアルバム『First Love』がオリコン調べで600万枚を超える新記録を達成しており、小室は本作の売上目標について「600万枚という数字は考えなきゃいけませんね」と述べていた。
表記されていないが、全曲にクリアな低音のリマスタリングが施されており音質が向上されているのが確認できる。
本作の発売にあたり、発売日にヴァージンメガストア心斎橋店で、翌日にタワーレコード渋谷店で発売記念イベントを行った。前者は、店内をglobeのCDで全て埋め尽くし、スポーツ新聞の号外配布も行われた。
5月末の時点でZARDのベストアルバム『ZARD BEST 〜Request Memorial〜』がB-Gram RECORDSから9月24日発売予定で告知されていたが、6月にavexが相川七瀬のベストアルバムリリースに際する報復として、globeの本ベストアルバムを同じ週に発売する事を決めた為に、7月の時点でZARDのベストアルバムの発売が1週間早まる事態となった。
初回限定盤のみ特殊パッケージ仕様。
『FACES PLACES』以来の初週ミリオンセールスを記録した。累積売上は276.3万枚。
主要CDショップでは、購入先着でglobeの特製グッズがもれなく当たる抽選会が行なわれた。

## 収録内容
| 全作曲・編曲: 小室哲哉。 |                                   |                      |            |      |
| #                        | タイトル                          | 作詞                 | 作曲・編曲 | 時間 |
| 1.                       | 「Overseas Call」                 | ‐                    | 小室哲哉   | 2:12 |
| 2.                       | 「MISS YOUR BODY - tan line mix」 | KEIKO&MARC           | 小室哲哉   | 4:58 |
| 3.                       | 「biting her nails」              | KEIKO&MARC           | 小室哲哉   | 4:12 |
| 4.                       | 「still growin' up」              | KEIKO&MARC           | 小室哲哉   | 5:23 |
| 5.                       | 「sweet heart」                   | 小室哲哉&MARC        | 小室哲哉   | 4:51 |
| 6.                       | 「DEPARTURES」                    | 小室哲哉・Rap詞:MARC | 小室哲哉   | 5:24 |
| 7.                       | 「Anytime smokin' cigarette」     | 小室哲哉&MARC        | 小室哲哉   | 7:40 |
| 8.                       | 「SWEET PAIN」                    | 小室哲哉             | 小室哲哉   | 5:14 |
| 9.                       | 「Love again」                    | 小室哲哉&MARC        | 小室哲哉   | 4:45 |
| 10.                      | 「FREEDOM」                       | 小室哲哉&MARC        | 小室哲哉   | 4:41 |
| 11.                      | 「TIME without tears」            | MARC                 | 小室哲哉   | 4:13 |
| 12.                      | 「Wanderin' Destiny」             | 小室哲哉&MARC        | 小室哲哉   | 6:15 |
| 13.                      | 「Sa Yo Na Ra」                   | 小室哲哉&MARC        | 小室哲哉   | 5:16 |
| 14.                      | 「Perfume of love」               | 小室哲哉&MARC        | 小室哲哉   | 6:25 |
| 合計時間:                | 合計時間:                         | 合計時間:            | 71:29      |      |

| 全作曲・編曲: 小室哲哉。 |                                |               |            |      |
| #                        | タイトル                       | 作詞          | 作曲・編曲 | 時間 |
| 1.                       | 「"2"」                        | ‐             | 小室哲哉   | 1:22 |
| 2.                       | 「Can't Stop Fallin' in Love」 | 小室哲哉&MARC | 小室哲哉   | 5:49 |
| 3.                       | 「RUN AWAY FROM THE NIGHT」    | MARC          | 小室哲哉   | 5:06 |
| 4.                       | 「Piano solo」                 | -             | 小室哲哉   | 3:52 |
| 5.                       | 「FACES PLACES」               | 小室哲哉&MARC | 小室哲哉   | 6:26 |
| 6.                       | 「Joy to the love」            | 小室哲哉      | 小室哲哉   | 4:14 |
| 7.                       | 「millennium waves」           | -             | 小室哲哉   | 6:22 |
| 8.                       | 「wanna Be A Dreammaker」      | MARC&小室哲哉 | 小室哲哉   | 5:34 |
| 9.                       | 「FACE」                       | 小室哲哉&MARC | 小室哲哉   | 6:15 |
| 10.                      | 「interlude」                  | -             | 小室哲哉   | 1:26 |
| 11.                      | 「SHOCK INSIDE MY BRAIN」      | MARC          | 小室哲哉   | 5:59 |
| 12.                      | 「You are the one」            | 小室哲哉&MARC | 小室哲哉   | 5:20 |
| 13.                      | 「Is this love」               | 小室哲哉&MARC | 小室哲哉   | 5:32 |
| 14.                      | 「Feel Like dance」            | 小室哲哉      | 小室哲哉   | 5:55 |
| 15.                      | 「to be continued 2000」       | -             | 小室哲哉   | 3:14 |
| 合計時間:                | 合計時間:                      | 合計時間:     | 72:26      |      |

### 楽曲解説

#### DISC 1
1. Overseas Call
新録。インストゥルメンタル。
2. MISS YOUR BODY - tan line mix
17thシングル（音源は18thシングル収録のリミックスバージョン）。
3. biting her nails
新録。後に19thシングルとしてリリース（シングルカット）。
4. still growin' up
18thシングル。アルバム初収録。表記はないがアルバムバージョン。
5. sweet heart
15thシングル。シングルバージョンはアルバム初収録。
6. DEPARTURES
4thシングル。1stアルバム「globe」に収録されたバージョン。
7. Anytime smokin' cigarette
10thシングル。
8. SWEET PAIN
3rdシングル。アレンジはシングルバージョンと変わりないが、アウトロがフェードアウトしない。
9. Love again
12thシングル。
10. FREEDOM
5thシングル。シングルバージョンはアルバム初収録。
11. TIME without tears
新録。
12. Wanderin' Destiny
11thシングル。シングルバージョンはアルバム初収録。
13. Sa Yo Na Ra
14thシングル。シングルバージョンはアルバム初収録。
14. Perfume of love
16thシングル。

#### DISC 2
1. "2"
新録。インストゥルメンタル。
2. Can't Stop Fallin' in Love
7thシングル。シングルバージョンはアルバム初収録。
3. RUN AWAY FROM THE NIGHT
新録。
4. Piano solo
新録。インストゥルメンタル。
5. FACES PLACES
9thシングル。
6. Joy to the love
2ndシングル。
7. millennium waves
新録。インストゥルメンタル。
8. wanna Be A Dreammaker
13thシングル。シングルバージョンはアルバム初収録。
9. FACE
8thシングル。アレンジはシングルバージョンと変わりないが、冒頭にブレスが追加されている。
10. interlude
新録。インストゥルメンタル。
11. SHOCK INSIDE MY BRAIN
新録。後に19thシングルのカップリングにリミックスとして収録。
12. You are the one
TK presents こねっと名義の楽曲をカバー。3rdアルバム『Love again』収録のものとはミックスがやや異なる。
13. Is this love
6thシングル。シングルバージョンはアルバム初収録。
14. Feel Like dance
1stシングル。
15. to be continued 2000
新録。インストゥルメンタル。

## クレジット
スタッフ（共通）
- Produced: 小室哲哉, globe

- Mixed:
  - Eddie Delena (DISC 1: #1,3,4,7,9,11,13,14 / DISC 2: #1,3,4,5,7,8,10,11,13,15)
  - Dave Ford (DISC 1: #5,6,8,10 / DISC 2: #2,6,14)
  - Keith "KC" Cohen (DISC 1: #12)
  - Ken Kessie (DISC 1: #2)
  - 小室哲哉 (DISC 2: #9,12)
- Mastered: 古川伊知子

スタッフ（新録曲）
- Guitars: 木村建
- Recorded: Eddie Delena, 若公俊広, Troy Yen Gonzalez, Steve Durkee
- Recording Assisted: Rick Behrens
- Rap direction("TIME without tears" & "SHOCK INSIDE MY BRAIN"): AKI
- Synthesizer Programming: 村上章久
- Equipment Technician: 岩佐俊秀